# 1992 WU3
1992 WU3 är en asteroid i huvudbältet som upptäcktes den 23 november 1992 av de japanska astronomerna Yoshio Kushida och Osamu Muramatsu vid Yatsugatake-Kobuchizawa-observatoriet.
Asteroiden har en diameter på ungefär 5 kilometer och den tillhör asteroidgruppen Nysa.